# مشروع إدارة نظام الأرض

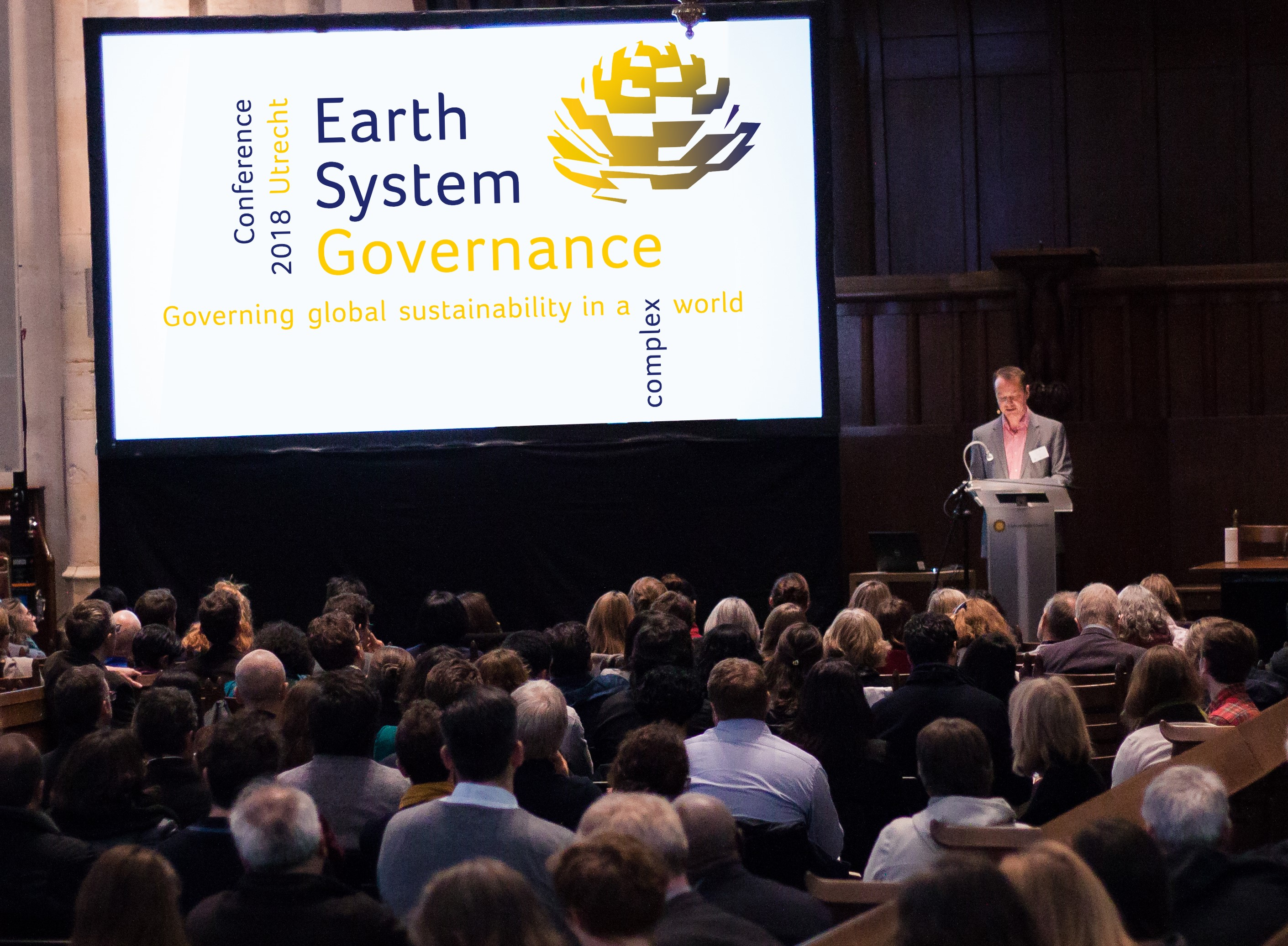
فرانك بيرمان يفتتح مؤتمر أوتريخت 2018 حول حوكمة نظام الأرض

مشروع إدارة نظام الأرض، هو برنامج بحثي طويل الأجل متعدد التخصصات في العلوم الاجتماعية جرى تطويره في الأصل تحت رعاية البرنامج الدولي للأبعاد البشرية بشأن التغير البيئي العالمي. بدأت في يناير 2009. يتكون مشروع إدارة نظام الأرض حاليًا من شبكة في كاليفورنيا تحوي 300 ناشط وحوالي  2301باحثاً مشاركاً بشكل غير مباشر من جميع القارات. تطور تحالف الأبحاث العالمي إلى أكبر شبكة أبحاث في العلوم الاجتماعية في مجال الحوكمة والتغير البيئي العالمي. منذ عام  2015، أصبحت جزءًا من منصة الأبحاث الدولية الشاملة لمستقبل الأرض. يُستضاف مكتب المشروع الدولي في جامعة أوتريخت بهولندا.

## الأهداف
- يهدف مشروع إدارة نظام الأرض إلى المساهمة في العلم بشأن التحديات الكبيرة والمعقدة للحكم في عصر التغير البيئي السريع وواسع النطاق. يسعى المشروع إلى خلق فهم أفضل دور للمؤسسات والمنظمات وآليات الحكومة التي ينظم بها البشر علاقتهم بالبيئة الطبيعية.[1] يهدف مشروع إدارة نظام الأرض إلى دمج أبحاث الحوكمة على جميع المستويات. يهدف المشروع إلى دراسة مشاكل «المشاعات العالمية»، وكذلك المشكلات المحلية من تلوث الهواء إلى الحفاظ على المياه ومعالجة النفايات أو التصحر وتدهور التربة. ومع ذلك، وبسبب الترابط الطبيعي، يمكن أن يتحول التلوث البيئي المحلي إلى تغييرات في النظام العالمي تؤثر على المحليات الأخرى.[5] لذلك، ينظر مشروع إدارة نظام الأرض إلى المؤسسات وعمليات الحوكمة على الصعيدين المحلي والعالمي. يعد مشروع إدارة نظام الأرض جهدًا علميًا، ولكنه يهدف أيضًا إلى مساعدة استجابات السياسات للمشكلات الملحة لتحول نظام الأرض.[6][7]

## الإطار المفاهيمي
يُعرّف مفهوم إدارة نظام الأرض على النحو التالي:
النظام المترابط والمتكامل بشكل متزايد للقواعد الرسمية وغير الرسمية وأنظمة صنع القواعد وشبكات الفاعلين على جميع مستويات المجتمع البشري (من المحلي إلى العالمي) التي جرى إنشاؤها لتوجيه المجتمعات نحو منع وتخفيف والتكيف مع العالمية والتغير البيئي المحلي، وعلى وجه الخصوص، تحول نظام الأرض، ضمن السياق المعياري للتنمية المستدامة. ينظم مشروع إدارة نظام الأرض أبحاثه وفقًا لإطار عمل مفاهيمي يسترشد بخمس مجموعات من العدسات البحثية وفقًا لخطة العلوم والتنفيذ لعام 2018:
- العمارة والوكالة
- الديمقراطية والسلطة
- العدل والتخصيص
- التوقع والخيال
- التكيف والانعكاسية
- تتمحور هذه حول أربعة شروط سياقية:
- التحولات
- عدم المساواة
- الأنثروبوسين
- التنوع

## الأصل والتاريخ
في عام 2001، وافقت برامج أبحاث التغيير العالمي الأربعة النشطة (علوم التنوع البيولوجي، والبرنامج الدولي للغلاف الأرضي والمحيط الحيوي، والبرنامج العالمي لأبحاث المناخ، والبرنامج الدولي للأبعاد البشرية بشأن تغير البيئة العالمية) على تكثيف التعاون من خلال إقامة شراكة شاملة لعلوم نظام الأرض.
تؤكد المجتمعات البحثية الممثلة في هذه الشراكة في إعلان أمستردام بشأن التغيير العالمي لعام2001  أن نظام الأرض يعمل الآن «بشكل جيد خارج الحالة الطبيعية التي ظهرت على مدى 500000 عام الماضية» وأن «النشاط البشري يولد تغييرًا يمتد إلى ما بعد تقلب طبيعي -في بعض الحالات، ينذر بالخطر- وبمعدلات تستمر في التسارع». لمواجهة هذا التحدي، دعت أربعة برامج أبحاث التغيير العالمي «بشكل عاجل» لاستراتيجيات إدارة نظام الأرض. في مارس 2007، استجابةً لإعلان أمستردام لعام 2001، أصدرت اللجنة العلمية للبرنامج الدولي للأبعاد البشرية بشأن التغير البيئي العالمي (IHDP)، وهو برنامج العلوم الاجتماعية الشامل في هذا المجال، تكليفًا بصياغة الخطة العلمية لإدارة نظام الأرض. هناك مشروع من قبل لجنة التخطيط العلمي المعينة حديثًا. يبني مشروع إدارة نظام الأرض اعتمادًا على نتائج برنامج بحثي طويل الأمد سابق، وهو مشروع IHDP الأساسي، الأبعاد المؤسسية للتغير البيئي العالمي (IDGEC). في عام  2008، أُطلق مشروع إدارة نظام الأرض رسميًا.